# Zahrádky (kraj południowoczeski)
Zahrádky – wieś i gmina w Czechach, w powiecie Jindřichův Hradec, w kraju południowoczeski.
1 stycznia 2017 gminę zamieszkiwało 258 osób, a ich średni wiek wynosił 43,6 roku.